# جون جونز (مبشر)
جون جونز (بالإنجليزية: John Jones)‏ هو مدرس ومبشر أمريكي، ولد في 10 يوليو 1798، وتوفي في 4 مايو 1847.